# Hans-Otto Pingel
Hans-Otto Pingel (ur. 31 lipca 1953 w Bokel) – niemiecki żużlowiec, występujący również na długim torze.

## Życiorys
W latach 1981, 1983, 1984, 1986, 1990 i 1991 sześciokrotnie uczestniczył w finałach indywidualnych mistrzostw świata w long tracku, największy sukces odnosząc w 1990 r. w Herxheim, gdzie zdobył brązowy medal. Był również sześciokrotnym półfinalistą mistrzostw świata w long tracku (1980, 1985, 1987, 1992, 1993, 1994).
Oprócz tego, był trzykrotnym wicemistrzem RFN w long tracku (1983, 1984, 1990).